# Norborne, Missouri
Norborne, Missouri (енгл. Norborne) град је у америчкој савезној држави Мисури.

## Демографија
По попису из 2010. године број становника је 708, што је 97 (-12,0%) становника мање него 2000. године.
| Група             | 2000.       | 2010.       |
| Белци             | 758 (94,2%) | 668 (94,4%) |
| Афроамериканци    | 29 (3,6%)   | 15 (2,1%)   |
| Азијати           | 0 (0,0%)    | 0 (0,0%)    |
| Хиспаноамериканци | 8 (1,0%)    | 9 (1,3%)    |
| Укупно            | 805         | 708         |